# Chór Kameralny „Ars Cantata”
Chór Kameralny „Ars Cantata” Klubu Inteligencji Katolickiej w Warszawie

## Historia
Chór działa od roku 1986 przy warszawskim Klubie Inteligencji Katolickiej.

## Dyrygenci
- 1986–1989 : Marcel Klimczak
- 1989–1990 : Marcin Stopczyk
- 1990–1994 : Jerzy Zawisza
- 1994      : Krzysztof Kusiel-Moroz
- 1994–1998 : Małgorzata Banasińska-Barszcz
- 1998–2000 : Elżbieta Siczek
- 2000–2005 : Anna Celmer-Falkiewicz
- 2005–2007 : Andrzej Borzym jr
- 2007–2010 : Borys Somerschaf
- 2010–2012 : Joanna Karpińska
- od 2012 dyrygentką chóru jest Anna Celmer-Falkiewicz

## Osiągnięcia
- 2000 – X Międzynarodowy Festiwal Muzyki Adwentowej i Bożonarodzeniowej w Pradze – Srebrna Wstęga
- 2001 – IV Międzynarodowy Festiwal Pieśni Sakralnej Łapskie Te Deum – nagroda specjalna jury za stylowość wykonania
- 2002:
  - XIV Międzynarodowy Festiwal Muzyki Religijnej im. Ks. Stanisława Ormińskiego w Rumi – wyróżnienie jury oraz nagroda specjalna Prezydenta Miasta Sopotu.
  - V Łódzki Festiwal Chóralny „Cantio Lodziensis” – 2. miejsce w kategorii chórów akademickich.
- 2003:
  - I Ogólnopolski Konkurs Pieśni Pasyjnej w Bydgoszczy – 1. miejsce.
  - I Mazowiecki Przegląd Chórów organizowany przez PZChiO – Złota Wstęga oraz nagroda specjalna jury za „największe wydarzenie artystyczne przeglądu”.
- 2004:
  - XIII Ogólnopolski Festiwal Pieśni Chóralnej „Kolędy i Pastorałki” w Myślenicach – 3. miejsce w kategorii chórów kameralnych.
  - XXXV Ogólnopolski Turniej Chórów „Legnica Cantat” – 1. miejsce w kategorii „inne chóry amatorskie”.
- 2005:
  - IV Międzynarodowy Festiwal Muzyki Chóralnej im. Feliksa Nowowiejskiego w Barczewie – Złoty Dyplom z wyróżnieniem oraz – Nagroda Specjalna za „najlepsze wykonanie kompozycji współczesnej"
  - 40 Międzynarodowy Festiwal Pieśni Chóralnej w Międzyzdrojach – Złoty Dyplom – 1. miejsce w kategorii chórów kameralnych
  - I Międzynarodowy Festiwal Chóralny „Mundus Cantat Sopot” – Srebrny Dyplom i 2. miejsce w kategorii muzyka sakralna oraz Brązowy Dyplom i 3. miejsce w kategorii: muzyka ludowa
- 2006:
  - XI Międzynarodowy Festiwal Chóralny w Prowansji – bez formuły konkursu oraz udział w wykonaniach Requiem W.A. Mozarta w amfiteatrze w Cannes, w ramach obchodów 250 rocznicy urodzin kompozytora
- 2008:
  - III Ogólnopolski Konkurs Ars Liturgica w Gnieźnie – Złoty Dyplom oraz Nagroda Specjalna Dyrektora poznańskiego oddziału Związku Chórów Kościelnych Caecylianum
- 2010:
  - XI Międzynarodowe Spotkania Chóralne „Ad Gloriam Dei” w Pińczowie – Grand Prix oraz Nagroda Specjalna Prezesa PZChiO
  - IX Międzynarodowy Festiwal Muzyki Chóralnej im. Feliksa Nowowiejskiego w Barczewie – Srebrny Dyplom
- 2012:
  - IV Turniej Chórów o Kryształowe Serce Chełmińskiej Jesieni – Brązowe Pasmo
  - II Międzyrzecka Uczta Chórów Amatorskich – wyróżnienie
- 2013:
  - VIII Festiwal Muzyki Chóralnej Mater Misericordiae w Ząbkach – Złote Pasmo i druga nagroda
  - XVIII Międzynarodowy Festiwal Chóralny w Prowansji – bez formuły konkursu
- 2015:
  - Pierwsze Miejsce na XIX Międzynarodowym Festiwalu Pieśni Religijnej Cantate Deo 2015 w Rzeszowie.
  - XVII Ogólnopolski Konkurs Chórów w Niepołomicach – Srebrna Struna
- 2016:
  - Ogólnopolski Konkurs “Cantat viWAT” w Warszawie:
    - Pierwsze Miejsce i Złoty Dyplom w kategorii chórów mieszanych kameralnych
    - Nagroda Specjalna Prezesa Polskiego Związku Chórów i Orkiestr prof. Dariusza Dyczewskiego za najlepsze wykonanie utworu polskiego kompozytora
    - Drugie Miejsce w klasyfikacji generalnej konkursu

  - Trzecie miejsce na V Gdańskim Międzynarodowym Festiwalu Chóralnym
- 2017:
  - XXVII Międzynarodowy Festiwal Muzyki Adwentowej i Bożonarodzeniowej w Pradze – Srebrna Wstęga
- 2018:
  - Pierwsze Miejsce i Złoty Dyplom w kategorii chórów kameralnych na I Ogólnopolskim Konkursie Muzyki Sakralnej – Nadzieja w Chórze! – w Tykocinie

## Repertuar
Bogaty wybór sakralnej i świeckiej muzyki a’cappella z różnych epok (od średniowiecza do współczesności), muzyka inspirowana folklorem, aranżacje przebojów muzyki popularnej i filmowej, przedwojenne polskie piosenki, piosenki dla dzieci, a także kilka dużych form muzycznych, w tym z towarzyszeniem orkiestry lub organów, np.: Gloria Antonia Vivaldiego, Requiem Wolfganga Amadeusa Mozarta, Requiem Gabriela Fauré, Msza Polska Jana Maklakiewicza.

## Nagrania
- 2003
  - Ars Cantata – wizytówka zespołu
- 2005
  - Musica Sacra – interpretacje utworów sakralnych
- 2009
  - Ars Cantata – utwory kompozytorów z XX wieku